# Přebor Jihomoravského kraje 2019/2020
V soubojích 60. ročníku Přeboru Jihomoravského kraje 2019/20 (jedna ze skupin 5. fotbalové ligy) se utkalo 16 týmů každý s každým dvoukolovým systémem podzim–jaro. Tento ročník začal v sobotu 10. srpna 2019 úvodními šesti zápasy předehraného 2. kola a měl skončit v sobotu 13. června 2020 posledními sedmi utkáními odloženého 16. kola. Z důvodu pandemie covidu-19 v Česku byl soutěžní ročník ukončen po prvním listopadovém víkendu (kompletní odložené 1. kolo). Ze soutěže žádné mužstvo nepostoupilo, ani žádné mužstvo nesestoupilo.

## Nové týmy v sezoně 2019/20
- Z Divize D 2018/19 sestoupilo do Jihomoravského krajského přeboru mužstvo FC Dosta Bystrc-Kníničky.
- Ze skupin I. A třídy Jihomoravského kraje 2018/19 postoupila mužstva SK Líšeň „B“ (vítěz skupiny A) a FK Baník Ratíškovice (vítěz skupiny B).

## Nejlepší střelec
Nejlepším střelcem ročníku se stal Tom Kratochvíl z FC Dosta Bystrc-Kníničky, který vstřelili 16 branek v 15 startech.

## Konečná tabulka
Zdroj: 
| Poř. | Tým                          | Z  | V  | R | P  | VG | OG | B  |
| ---- | ---------------------------- | -- | -- | - | -- | -- | -- | -- |
| 1.   | TJ Tatran Bohunice           | 15 | 13 | 2 | 0  | 48 | 22 | 41 |
| 2.   | FC Boskovice                 | 15 | 10 | 2 | 3  | 43 | 20 | 32 |
| 3.   | FC Sparta Brno               | 15 | 10 | 2 | 3  | 41 | 20 | 32 |
| 4.   | SK Líšeň „B“ (N)             | 15 | 10 | 1 | 4  | 39 | 22 | 31 |
| 5.   | FK SK Bosonohy               | 15 | 9  | 0 | 6  | 31 | 18 | 27 |
| 6.   | SK Olympia Ráječko           | 15 | 8  | 0 | 7  | 34 | 30 | 24 |
| 7.   | FK Mutěnice                  | 15 | 6  | 3 | 6  | 23 | 23 | 21 |
| 8.   | SK Krumvíř                   | 15 | 6  | 1 | 8  | 35 | 38 | 19 |
| 9.   | FC Dosta Bystrc-Kníničky (S) | 15 | 6  | 1 | 8  | 30 | 24 | 19 |
| 10.  | FC Svratka Brno              | 15 | 6  | 1 | 8  | 26 | 42 | 19 |
| 11.  | FC Kuřim                     | 15 | 5  | 1 | 9  | 23 | 38 | 16 |
| 12.  | FC Ivančice                  | 15 | 4  | 4 | 7  | 22 | 21 | 16 |
| 13.  | SK Moravská Slavia Brno      | 15 | 4  | 3 | 8  | 17 | 25 | 15 |
| 14.  | TJ Tatran Rousínov           | 15 | 3  | 3 | 9  | 15 | 34 | 12 |
| 15.  | FK Baník Ratíškovice (N)     | 15 | 3  | 2 | 10 | 21 | 37 | 11 |
| 16.  | FC Moravský Krumlov          | 15 | 3  | 2 | 10 | 24 | 58 | 11 |

Poznámky:
- Z – Odehrané zápasy; V – Vítězství; R – Remízy; P – Prohry; VG – Vstřelené góly; OG – Obdržené góly; B – Body; (S) – Mužstvo sestoupivší z vyšší soutěže; (N) – Mužstvo postoupivší z nižší soutěže (nováček)
- O pořadí na 2. a 3. místě rozhodl vzájemný zápas: Boskovice – Sparta 4:1[1]
- O pořadí na 8. až 10. místě rozhodla minitabulka vzájemných zápasů (Krumvíř 6 bodů, Bystrc 3 body, Svratka 0 bodů).[1]
- O pořadí na 11. a 12. místě rozhodl vzájemný zápas: Ivančice – Kuřim 1:2[1]
- O pořadí na 15. a 16. místě rozhodl vzájemný zápas: Moravský Krumlov – Ratíškovice 1:4[1]

|  | Postup do Divize D 2020/21                                |
|  | Sestup do I. A třídy Jihomoravského kraje – sk. A 2020/21 |
|  | Sestup do I. A třídy Jihomoravského kraje – sk. B 2020/21 |